# SS Wisła (1908)
SS Wisła – masowiec o napędzie parowym o nośności 830 ton (DWT), w polskiej służbie w latach 1922-1926. Był jednym z pierwszych polskich statków handlowych i pierwszym, który zawinął do nowo budowanego portu w Gdyni 12 maja 1926.

## Historia

### Budowa i początek służby
Zbudowany w 1908 w Szwecji, służył najpierw u szwedzkiego armatora pod nazwą "Ernst". W lutym 1915 został nabyty przez norweskie przedsiębiorstwo żeglugowe Det Bergenske Damskibsselskab z Bergen, gdzie służył pod nazwą "Edna". Podczas I wojny światowej, w latach 1917-1919 służył pod banderą brytyjską, w brytyjskiej dyspozycji. W 1922 został wniesiony przez Bergenske Damskibsselskab do polsko-norweskiej spółki Towarzystwo Żeglugowe "Sarmacja". Statek podniósł polską banderę i nadano mu nazwę "Wisła" 30 marca 1922 w Gdańsku. Kapitanem "Wisły" był Zdenko Knoetgen.

### Pod polską banderą
W polskiej służbie statek był dość intensywnie używany, eksportowano na nim głównie drewno i zboże z Polski, przywożono m.in. śledzie i węgiel. Pływał do Europy Zachodniej i krajów bałtyckich. Od 1924 szkolili się na nim w roli asystentów pierwsi absolwenci Szkoły Morskiej w Tczewie. 12 maja 1926 jako pierwszy polski statek zawinął do nowego portu w Gdyni. W nocy z 9 na 10 października 1926, płynąc z Rotterdamu z koksem, statek wpadł w silny sztorm, który rozbił przegrody utrzymujące ładunek pokładowy. Doszło do awarii steru, po czym rano statek został wyrzucony na mieliznę koło wyspy Terschelling u wybrzeża Holandii. Utonęli drugi oficer Bolesław Dunin Marcinkiewicz i marynarz Józef Łabuń, będący pierwszymi ofiarami wśród marynarzy polskiej marynarki handlowej (imiennie odnotowanymi), uratowało się 14 marynarzy i będąca na statku żona kapitana. Izba morska orzekła w 1927, że kapitan ani załoga nie ponoszą odpowiedzialności za awarię.

### Dalsza służba
Statek został w grudniu 1926 ściągnięty z mielizny, do czego trzeba było specjalnie wykonać kanał. Został zakupiony przez szwedzkiego armatora z Göteborga, po czym wyremontowany w Rotterdamie, przy czym przedłużono kadłub. Otrzymał nazwę "Runa" i pływał do 1931, odwiedzając m.in. polskie porty. Został następnie sprzedany do Chile, gdzie służył pod nazwą "Lontue". Skasowany i oddany na złom dopiero w 1960.